# Plasy (hradiště)
Plasy (dříve též Horní Hradiště podle vesnice na protějším břehu) jsou hradiště na ostrožně obtékané ze tří stran řekou Střelou asi dva kilometry severozápadně od stejnojmenného města v okrese Plzeň-sever. Místo bylo osídleno v období 3200–2800 let př. n. l. a později v době halštatské. Hradiště je chráněno jako kulturní památka ČR.

## Historie

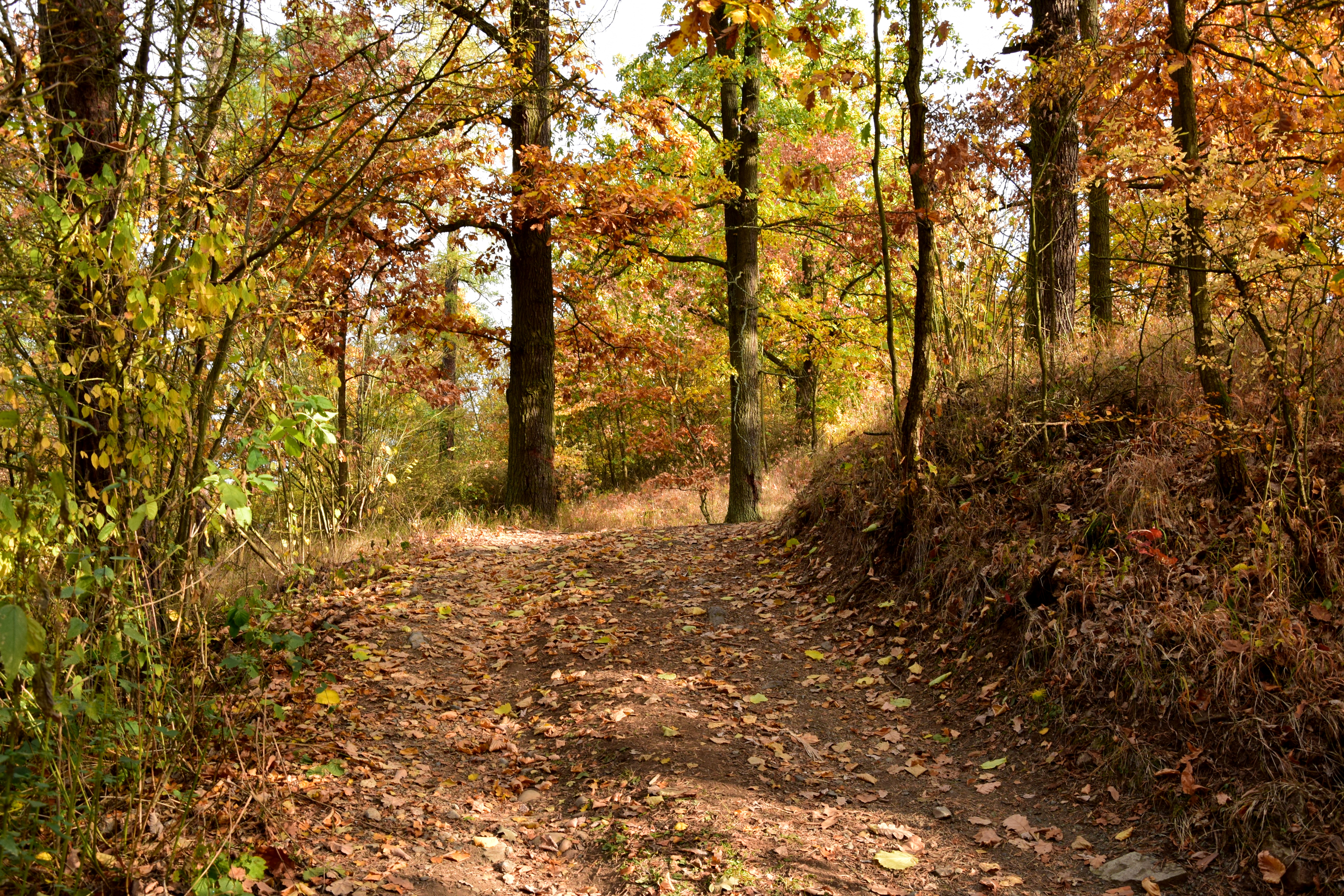
Místo, kde cesta prochází valem

Místo bylo osídlené již v eneolitu a v pozdní době halštatské, ale není jisté, ve kterém období bylo postaveno jeho opevnění. Pravděpodobnější je jeho mladší původ. Při zjišťovacím archeologickém výzkumu provedeném v roce 1980 nalezli Jaroslav Bašta a Dara Baštová zlomky eneolitické keramiky a kamennou sekerku. Při povrchovém sběru v roce 1999 byly získány střepy z pozdní doby halštatské a z období chamské kultury.

## Stavební podoba
Hradiště na úzké ostrožně má rozlohu asi jeden hektar. Na jižní straně je s okolním terénem spojeno pouze úzkou šíjí, kterou lemuje obloukovitě vedený val dlouhý asi patnáct metrů a až 1,2 metru vysoký. Na koncích se stáčí a pokračuje v podobě terasovitého útvaru podél bočních stran ostrožny.